# West Modesto
West Modesto és una concentració de població designada pel cens dels Estats Units a l'estat de Califòrnia. Segons el cens del 2000 tenia 6.096 habitants.

## Demografia
Segons el cens del 2000, West Modesto tenia 6.096 habitants, 1.728 habitatges, i 1.354 famílies. La densitat de població era de 1.300,4 habitants/km².
Dels 1.728 habitatges en un 43% hi vivien nens de menys de 18 anys, en un 49,7% hi vivien parelles casades, en un 19% dones solteres, i en un 21,6% no eren unitats familiars. En el 16,6% dels habitatges hi vivien persones soles el 6,6% de les quals corresponia a persones de 65 anys o més que vivien soles. El nombre mitjà de persones vivint en cada habitatge era de 3,51 i el nombre mitjà de persones que vivien en cada família era de 3,87.
Per edats la població es repartia de la següent manera: un 34,2% tenia menys de 18 anys, un 11,2% entre 18 i 24, un 28,5% entre 25 i 44, un 16,7% de 45 a 60 i un 9,4% 65 anys o més.
L'edat mediana era de 28 anys. Per cada 100 dones de 18 o més anys hi havia 103,9 homes.
La renda mediana per habitatge era de 30.132 $ i la renda mediana per família de 30.848 $. Els homes tenien una renda mediana de 27.286 $ mentre que les dones 19.583 $. La renda per capita de la població era de 10.850 $. Entorn del 23,7% de les famílies i el 28% de la població estaven per davall del llindar de pobresa.

## Poblacions més properes
El següent diagrama mostra les poblacions més properes.